# Alien Autopsy
Alien Autopsy là một bộ phim hài của Anh ra mắt năm 2006 với các yếu tố khoa học viễn tưởng do Jonny Campbell làm đạo diễn và William Davies viết kịch bản, có nội dung liên quan đến các sự kiện xung quanh đoạn phim "khám nghiệm tử thi người ngoài hành tinh" nổi tiếng do Ray Santilli quảng bá và các ngôi sao Ant McPartlin và Declan Donnelly, còn gọi là Ant & Dec vào vai Santilli và Gary Shoefield. Bộ phim này là một thành công thương mại vừa phải trong nước, chiếm hạng 3 trên bảng xếp hạng doanh thu phòng vé của Anh.

## Cốt truyện
Phim do Ray Santilli dàn dựng và người bạn thân của ông là Gary Shoefield đang kể lại các sự kiện cho một nhà làm phim tài liệu. 
Năm 1995, Ray và Gary sang Mỹ lùng sục những kỷ vật của Elvis để bày bán trên quầy hàng ở chợ do Ray điều hành tại Luân Đôn. Một nhà quay phim kỳ cựu của Quân đội Mỹ tên là Harvey bèn bán cho họ một đoạn phim đen trắng câm chiếu cảnh Elvis đang biểu diễn trực tiếp, nhưng sau đó đã quay lại với một lời đề nghị hấp dẫn. Harvey liền đưa Ray đến Miami, Florida để xem một đoạn phim từ năm 1947, chiếu cảnh giải phẫu thi thể của một người ngoài hành tinh được cho là đã thiệt mạng trong vụ rơi UFO ở Roswell, New Mexico. Harvey muốn bán bộ phim với giá 30.000 đô la Mỹ.
Gary và Ray vội quay trở lại Anh tìm kiếm một nhà đầu tư sẵn sàng cho họ vay số tiền này. Ray thuyết phục được Laszlo Voros, một nghệ sĩ đồng tính luyến ái và tay buôn ma túy người Hungary luôn bị ám ảnh bởi hiện tượng vòng tròn đồng ruộng, đưa cho anh ta 30.000 đô la và lấy lại bộ phim từ tay Harvey. Khi quay trở lại nước Anh, cặp đôi mới phát hiện ra rằng đoạn phim này đã xuống cấp trầm trọng vì độ ẩm và nhiệt và giờ hoàn toàn không thể xem được. Để tránh những hậu quả đáng tiếc nếu Voros biết được vụ việc, họ quyết định tự mình tái tạo lại đoạn phim này. Nội dung dựa trên ký ức của Ray về bản gốc, và với sự giúp đỡ của một số người bạn, tạo ra một bản sao xác thực người ngoài hành tinh đã chết bằng cách sử dụng hình nộm và các sản phẩm thịt thu được từ cửa hàng bán thịt của một người bạn, biến phòng khách của chị gái Gary thành một phim trường, và quay phim trên máy ảnh có dây quấn lò xo hiệu Bell & Howell. Ray đưa một bản sao thành phẩm cuối cùng cho Voros mà ông này vẫn tưởng đó là thật.
Sau khi tìm cách thuyết phục được Voros, Ray và Gary quyết định bán đoạn phim này cho các địa điểm khác, thu về cho họ một khoản tiền lớn. Tuy vậy, khi nghe tin về việc phân phối đoạn phim này ra quốc tế, Voros lại đòi tới 80% lợi nhuận. Vụ đối đầu tiềm năng kịp thời được ngăn chặn khi Voros bị một chiếc Land Rover màu xanh lá cây đâm chết khi đang khỏa thân đứng giữa vòng tròn đồng ruộng, dẫn đến suy đoán rằng ông ta đã bị đặc vụ CIA thủ tiêu để bịt đầu mối.
Ray và Gary bèn đặt chân đến Argentina để quảng bá phim, theo sau là phóng viên Amber Fuentes, kẻ tìm cách quyến rũ Ray. Sau cùng, cô ta đã theo dõi Harvey vì đây chính là người đã đưa ra lời đề nghị Ray và Gary phải duy trì sự ẩn danh của ông ấy. Nhằm thực hiện nghĩa vụ này, họ bèn thực hiện một cuộc phỏng vấn với cựu diễn viên vô gia cư đóng vai Harvey, điều này đã giúp thuyết phục được Amber. Tuy nhiên, cô vẫn hoài nghi về tính xác thực của đoạn phim này.
Ray và Gary giờ đây bị thuyết phục rằng một số cảnh phim gốc năm 1947 có thể thực sự được các chuyên gia phục chế phim khôi phục trở lại mới xem được. Thế nhưng, sau khi xem kết quả sau cùng, cả hai bèn chôn vùi đoạn phim này, bảo nhau rằng không thể tiếp tục cố gắng được nữa. 

## Diễn viên
- Declan Donnelly vào vai Ray Santilli
- Anthony McPartlin vào vai Gary Shoefield
- Bill Pullman vào vai Morgan Banner
- Götz Otto vào vai Laszlo Voros
- Morwenna Banks vào vai Jasmine
- Omid Djalili vào vai Melik
- Harry Dean Stanton vào vai Harvey
  - Michael Rouse vào vai Harvey thời trẻ
- Mike Blakeley và Matthew Blakeley vào vai Nhóm quay phim
- John Shrapnel vào vai Michael Kuhn
- Madeleine Moffatt vào vai Nan
- John Cater vào vai Maurice
- Lee Oakes vào vai Edgar
- Perry Benson vào vai Nhân viên Phòng Tiêu Chuẩn Thương Mại
- Jimmy Carr vào vai Quản lý của Gary
- Winston Thomas vào vai Zachary
- Pam Shaw vào vai Dì P.
- David Threlfall vào vai Jeffrey, Nhà phục chế phim
- Andrew Greenough vào vai Preston
- Stephanie Metcalfe vào vai Doreen
- Jonathan Coy vào vai Giám đốc Bảo tàng
- Ian Porter vào vai Nhân viên Lầu Năm Góc
- Shane Rimmer vào vai Đại tá
- Naima Belkhiati vào vai Người mua truyền hình Pháp
- Miguel Angel Plaza vào vai Mr. Gonzalez
- Jeff Harding vào vai Đặc vụ CIA
- Kevin Breznahan vào vai Điều hành viên truyền hình thứ cấp
- Martin McDougall vào vai Giám đốc điều hành truyền hình tầm trung
- Lachele Carl vào vai Biên tập viên thời sự
- Paul Birchard vào vai Giám đốc điều hành truyền hình cấp cao
- Sam Douglas vào vai Chủ tịch Mạng truyền hình
- Adriana Yanez vào vai Tiếp viên hàng không, Argentina
- Nichole Hiltz vào vai Amber Fuentes
- Luis Soto vào vai Người dẫn chương trình truyền hình Peru
- Christina Piaget vào vai Người phỏng vấn
- Christina Souza vào vai Tiếp viên hàng không, Mexico
- Bradley Lavelle vào vai Người dẫn chương trình tại New York
- Orson Bean vào vai Kẻ vô gia cư
- Sophia Ellis vào vai Người say mê UFO
- Jonathan Frakes vào vai chính mình

Bộ phim cũng có sự xuất hiện trong thời gian ngắn của Ray Santilli và Gary Shoefield.

## Đón nhận
Bộ phim chủ yếu nhận được những phê bình tích cực với 71% đánh giá tán thành trên Rotten Tomatoes.